# Emil Kraepelin
Emil Wilhelm Georg Magnus Kraepelin, nemški psihiater, * 15. februar 1856, Neustrelitz, Nemčija, † 7. oktober 1926, München.
Prišel je do pomembnih odkritij na področju znanstvene psihiatrije. Delal je kot visokošolski učitelj na Univerzi v Tartuju v Estoniji, Univerzi v Heidelbergu in Univerzi v Münchnu.

## Pomen
Kraepelin je osnoval današnji sistem klasifikacije psihičnih motenj. V psihiatrijo je vpeljal metode eksperimentalne psihologije in velja za utemeljitelja sodobne empirično usmerjene psihopatologije, s katero je psihološko razmišljanje v zasnovah postalo običajno v psihiatriji. Tudi razvoj sodobne psihofarmakologije izhaja od Kraepelina, vendar niti njegova raziskovalna dela niti objave ne upravičujejo, da bi Kraepelina označevali za njenega utemeljitelja. To pripisovanje namreč temelji predvsem na tankem delu “Über die Beeinflussung einfacher psychischer Vorgänge durch einige Arzneimittel” (O vplivu nekaterih zdravil na preproste psihične procese) iz leta 1892. 

## Življenje
Kraepelin, sin državnega uradnika, se je rodil leta 1856 v Neustrelitzu, v okrožju Mecklenburg v Nemčiji, kot najmlajši od treh otrok učitelja glasbe in igralca Karla Kraepelina.
Maturo je opravil leta 1874 na Karlovi gimnaziji ("Gymnasium Carolinum") v Neustrelitzu. Leta 1871 se je zaročil s sedem let starejšo Ino Schwabe, s katero se je poročil leta 1884. Leta 1885 se mu je rodila prva hči. Imel je osem otrok, od katerih so štirje umrli že v otroštvu. Najtesneje je bil morda povezan z devet let starejšim bratom Karlom, ki ga je tudi prvi seznanil z biologijo. Na njegovo pobudo je po odsluženi vojaški službi študiral medicino na Univerzi v Leipzigu in Univerzi v Würzburgu.
Tu je lahko že leta 1875 postal dejaven na psihiatrični univerzitetni kliniki pri Franzu von Rineckerju, ki ga je po ponovnem bivanju v Leipzigu, kjer je spoznal Wilhelma Wundta, konec leta 1877 postavil za asistenta. Leta 1878 je Kraepelin zaključil študij z napredovanjem, bil na izmenjavi pri Bernhardu von Guddenu v okrožni norišnici v Münchnu in šel leta 1882 v Leipzig k Paulu Fleichsigu. Ker ni opravil svojih zdravniških nalog na kliniki, je bil nazadnje odpuščen. S podporo svojega mentorja Wilhelma Wundta mu je kljub temu uspelo na osnovi nekaj komaj izdanih publikacij, ne da bi napisal lastno habilitacijsko delo, pridobiti habilitacijo.
Potem ko se je jeseni 1883 ponovno vrnil k Bernhardu von Guddenu v München, tam ni mogel uveljaviti svojih raziskovalnih metod. Zato je, tudi zaradi vpliva načrtovane poroke z Ino Schwabe, svojo akademsko kariero najprej opustil in delal med avgustom 1884 in aprilom 1885 kot zdravnik predstojnik v pruski provincialni norišnici v mestu Lubiąż (nem. Leubus) v Spodnji Šleziji, ki je bila nameščena v nekdanjem samostanu.
1. julija 1886 je bil imenovan za svojo prvo profesuro na Univerzi v Tartuju, a jo je zapustil ob začetkih rusifikacije leta 1889. Leta 1890 je začel z laboratorijskimi poskusi k Higieni dela (Hygiene der Arbeit), kot jo je imenoval, in raziskal delovnopsihološke povezave med utrujenostjo in vajo pri delu s pomočjo delovne krivulje. Leta 1891 je za dvanajst let prevzel vodstvo nadvojvodske Univerzitetne klinike v Heidelbergu, kjer je uvedel odločilne novosti. Ker je bil nezadovoljen zaradi majhnih možnosti, da bi zgradili novo kliniko, je leta 1903 sprejel vabilo v München.
21. decembra 1903 je šel skupaj s svojim bratom Karlom iz Heidelberga na potovanje, ki je potekalo čez Genovo do jugovzhodne Azije. V Bogorju na Javi je Kraepelin vodil raziskave o domačem prebivalstvu. Te je objavil med drugim pod naslovom Psychiatrisches aus Java (Psihiatrično z Jave) leta 1904. Zato velja za utemeljitelja primerjalne in medkulturne psihiatrije. Istega leta je bil Kraepelin imenovan tudi za direktorja nove psihiatrične klinike v Münchnu in za profesorja psihiatrije tamkajšnje univerze. Pod njegovim vodstvom je Münchenska klinika postala priznano središče za poučevanje in raziskovanje psihiatrije.
Ko je Italija leta 1916 razglasila vojno Nemčiji, je bila Kraepelinova počitniška hiša na obrežju jezera Maggiore v Italiji zaplenjena, čeprav mu je bilo po premirju premoženje vrnjeno. Med gospodarsko krizo v povojni Nemčiji je izgubil štiri otroke, prav tako tudi lastno premoženje. Kraepelin je vse življenje pisal poezijo, njegove pesmi pa so bile objavljene po smrti.
V Münchnu je že pred prvo svetovno vojno razmišljal, da bi ustanovil raziskovalno mesto za psihiatrijo. S pomočjo velikodušnega financiranja Jamesa Loeba mu je leta 1917 uspelo ustanoviti nemško raziskovalno ustanovo za psihiatrijo na inštitutu Kaiser-Wilhelm-Institut v Münchnu, iz katerega danes izhaja Max-Planck-Institut für Psychiatrie. Inštitut je imel sledeče oddelke: klinični oddelek (Johannes Lange), možgansko-patološki oddelek (Brodmann, Nissl, Spielmeyer), serološki oddelek (Plaut, Jahnel) in genealoški oddelek (Rüdin, privrženec nauka degeneracije). Med prvo svetovno vojno se je Kraepelin udeležil ustanovitve bavarske sekcije nemške domovinske stranke (Deutsche Vaterlandspartei). Leta 1920 je prejel častni doktorski naziv Filozofske fakultete Univerze v Königsbergu.
Kraepelin je razložil svoje osebno mnenje o degeneracijskem nauku, na primer leta 1908 v delu K vprašanju degeneracije (Zur Entartungsfrage), ali leta 1918 v delu Spolne zablode in naraščanje prebivalstva (Geschlechtliche Verirrungen und Volksvermehrung). Psihiater Kurt Kolle je v enem svojih del (Veliki nevrologi / Große Nervenärzte, 1956/1970) to Kraepelinovo stališče opisal kot pretirano nacionalno (»betont völkisch«). Kraepelin je poznal tudi brazilskega psihiatra Juliana Moreiro (1872–1933) in si z njim dopisoval.
V starosti 66 let se je upokojil kot profesor, svoja preostala leta pa posvetil ustanovitvi Nemškega inštituta za psihiatrični raziskave, ki je v okviru Univerze v Münchnu postal inštitut Kaiser-Wilhelm-Institut, zgrajen pa je bil s finančno pomočjo fundacije Rockefeller.
Emil Kraepelin je pokopan na pokopališču Bergfriedhof v Heidelbergu.

## Delo
Emil Kraepelin je bil pionir na področju razvoja psihiatrije kot znanstvene discipline. Prepričan je bil, da ima vsaka duševna bolezen organski izvor, bil pa je tudi eden izmed prvih znanstvenikov, ki so poudarili možgansko patologijo v duševni bolezni.
Razvil je naš sodobni sistem klasifikacije duševnih bolezni. Po analizi tisočih študijskih primerov je uvedel in opredelil izraze "dementia praecox" (shizofrenija ali predčasna demenca), "manično depresivna psihoza" in "paranoja". Predčasno demenco je opisal kot čudno motnjo notranje povezave psihične osebnosti s prevladujočo škodljivostjo udobnega življenja in volje. Eugen Bleuler je izraz nadomestil s shizofrenijo.
Kot ustanovitelj psihofarmakologije se je Kraepelin pri svojem delu osredotočil na preučevanje učinkov substanc na centralni živčni sistem, naravo spanja in učinke izmučenosti na telo. Leta 1879 je Kraepelin začel sodelovati z Bernhardom von Guddenom na Univerzi v Münchnu. Na Univerzo v Leipzigu se je ponovno vrnil leta 1882, kjer je delal na kliniki za nevrologijo W. Erba in v Wundtovem psihofarmakološkem laboratoriju. Njegovo glavno delo, Zbornik psihiatrije, je bilo prvič objavljeno leta 1883. V njem je trdil, da je psihiatrija veja medicinske znanosti in da bi jo bilo treba raziskovati z opazovanjem in eksperimentiranjem, tako kot druge naravoslovne znanosti.
Pozval je k ponovnemu iskanju fizičnih vzrokov duševnih bolezni in postavil temelje sodobnega klasifikacijskega sistema za duševne bolezni. Kraepelin je predlagal, da bi lahko s preučevanjem zgodovine primerov in z določitvijo specifičnih motenj napovedali napredovanje duševnih bolezni, po upoštevanju posameznih razlik v osebnosti in starosti pacientov na začetku bolezni. Namesto da bi razdelil bolezni po navzven vidnih simptomskih podobnostih, se je pri raziskavah oziral tudi na spremembo simptomov tekom bolezni in s tem potek bolezni. S tem je pridobil nadaljnji kriterij razločevanja simptomov psihičnih posebnosti.
V peti izdaji svojega učbenika iz leta 1896 je izčrpno raziskal mentalne zablode. Leta 1899 je v šesti izdaji svojega psihiatričnega učbenika odkril še danes veljavno delitev psihoz, pri čemer je predčasno demenco ("dementia praecox") primerjal z manično-depresivno norostjo. Kriterij za to delitev je bil različen potek: v nasprotju s predčasno demenco se simptomi manično-depresivne norosti pojavijo ponovno. Sedaj je znano, da to pravilo ne drži v vsakem primeru. Načelna težnja pa je dolgo časa veljala za neovrgljivo. Na podlagi ugotovitev nove genetske raziskave pa te delitve ni mogoče več znanstveno vzdrževati. Svetovno psihiatrično združenje je leta 2007 objavilo dober pregled polemike o Kraepelinu.
Po eksperimentalnih protokolih, ki se jih je naučil v Wundtovem laboratoriju, je Kraepelin preučil učinke alkohola, morfija in drugih drog na ljudi. Uporabljajoč Wundtove asociacijske poskuse pri psihiatričnih problemih je Kraepelin ugotovil, da so asociacije psihotičnih bolnikov podobne tistim, ki so jih imeli utrujeni ali omamljeni osebki. V obeh primerih so bile asociacije po navadi površne in so temeljile na navadi, ne pa na smiselnih odnosih.
Kraepelin je naredil tudi študijo o primitivnih ljudeh in preučil pogostost norosti in ohromelosti v tropskih regijah. Po njegovih raziskavah duševnih bolezni je zahteval socialne reforme. Močno je nasprotoval uživanju alkohola in smrtni kazni.
Pri zdravljenju psihičnih motenj se je opiral na tedaj znane terapije, posebno pa je priporočal opij, skopolamin in brom.
Po njem je poimenovana zlata Kraepelinova medalja, prav tako pa so po njem poimenovane Kraepelinova pot (Kraepelinweg) v hamburškem okrožju Barmbek-Süd in v delu Berlina Spandau, tako kot tudi Kraepelinova cesta (Kraepelinstraße) v münchenskem okrožju Schwabing.

## Kritična presoja
Na podlagi svojih raziskav je lahko Kraepelin predpostavil, da se psihotska obolenja razvijejo sama od sebe. Prizadete možganske funkcije so bile pri tem dane kot predmet opazovanja in Kraepelin je na vsak način podpiral možganske raziskave. Socialno kulturnim vidikom je posvečal posebno pozornost s tem, da je utemeljil transkulturno psihiatrijo leta 1904. Nasprotno pa se zdi, da se je komajda zanimal za nadaljnji razvoj psihopatološkega razmišljanja preko njegove klinično opisne osnove, t. j. z Jaspersom povezanega metodološko natančnega fenomenološkega dojemanja duševnih stanj, ki jih bolni resnično doživljajo (čeprav je Franz Nissl, Kraepelinov dolgoletni sodelavec, bolj cenil Jaspersov učbenik kot Kraepelinov). To še bolj velja za odkrivanje psihodinamike duševnega dogajanja, za kar so si sočasno prizadevali raziskovalci kot so Freud, Adler, Jung in drugi.
Freudovske razlage sanj sploh ni cenil. Je pa Kraepelin leta 1906 izdal daljšo monografijo o govornih motnjah v svojih sanjah (skupaj 286 primerov), ki jih je analiziral na lasten način. Po letu 1906 je svoje sanje zapisoval dalje do smrti leta 1926. Ta drugi korpus sanj – prav tako z govornimi motnjami (391 primerov) – še danes hrani Zgodovinski arhiv Inštituta Max-Planck za psihiatrijo.
Kritiki, kot je npr. Dorothea Buck, so trdili, da je Kraepelin soodgovoren za nehumane metode v nemški psihiatriji dvajsetega stoletja. Pisatelj Ernst Toller svoje srečanje s Kraepelinom v času bivanja na psihiatrični kliniki opisuje v avtobiografiji "Mladost v nemčiji" (Eine Jugend in Deutschland).

## Izbor del
- Kraepelin, E. (1906). Über Sprachstörungen im Traume. Leipzig: Engelmann. Na spletu
- Kraepelin, E. (1987). Memoirs. Berlin, Heidelberg, New York: Springer-Verlag. ISBN 978-3-642-71926-4

### Zbrana dela
Nobeno Kraepelinovo delo ni prevedeno v slovenščino.
- Burgmair, Wolfgang & Eric J. Engstrom & Matthias Weber idr., izdaje Emil Kraepelin. 7 zvezkov. München: Belleville, 2000–2008.
  - Zv. I: Persönliches, Selbstzeugnisse (2000), ISBN 3-933510-90-2
  - Zv. II: Kriminologische und forensische Schriften: Werke und Briefe (2001), ISBN 3-933510-91-0
  - Zv. III: Briefe I, 1868–1886 (2002), ISBN 3-933510-92-9
  - Zv. IV: Kraepelin in Dorpat, 1886–1891 (2003), ISBN 3-933510-93-7
  - Zv. V: Kraepelin in Heidelberg, 1891–1903 (2005), ISBN 3-933510-94-5
  - Zv. VI: Kraepelin in München I: 1903–1914 (2006), ISBN 3-933510-95-3
  - Zv. VII: Kraepelin in München II: 1914–1920 (2009), ISBN 978-3-933510-96-9
  - Zv. VIII: Kraepelin in München III: 1921–1926 (2013), ISBN 978-3-943157-22-2

Celoten seznam del: []